# Ecuación vectorial para el campo magnético
Para algunas distribuciones de corriente eléctrica como fuentes de campo magnético, es posible calcular esta propiedad física mediante la ecuación vectorial para el campo magnético siguiente:

(1){\displaystyle c^{2}\mathbf {B} =\mathbf {v} \times \mathbf {E} }

Donde E es el vector de campo eléctrico, v es el vector de la velocidad del movimiento del campo eléctrico, B es el vector de campo magnético y c es la rapidez de la luz. Es importante tomar en cuenta que la ecuación es solo válida para algunas distribuciones de corriente eléctrica.